# Quietula
Quietula, rod glavoća u kalifornijskom području SAD-a i Meksika. Obuhvaća dvije vrste, Quietula y-cauda, uz obalu Kalifornije i Kalifornijski zaljev, engleski nazivana Shadow goby, i Quietula guaymasiae, endemska vrsta u kalifornijskom zaljevu koja nosi naziv po imenu grada Guaymas, engleski nazivana guaymaski glavoč (Guaymas goby).
Ove ribe narastu do osam i pol centimetara dužine (guaymaski glavoč), dok je prva vrsta (quietula y-cauda) nešto manja.